# Agents of Man
Agents of Man ist eine US-amerikanische Metalcore-Band aus Irvington, New Jersey, die im Jahr 2000 gegründet wurde.

## Geschichte
Die Band wurde Anfang 2000 von Sänger George „Puda“ und Gitarrist Zack Thorne gegründet. Kurze Zeit später kamen Gitarrist Rey Fonseca, Bassist John Doherty und Schlagzeuger Chris Golas zur Besetzung. Die Band nahm die EP EP 01 mit Co-Produzent Mike Barilie in den Purple Light Studios in Brooklyn auf. Die EP verkaufte sich über 7.500 mal. Im Dezember 2004 erreichte die Band einen Vertrag bei Century Media. Die Gruppe begab sich wieder in die Purple Light Studios mit Mike Barilie, um im Januar 2005 ihr Debütalbum Count Your Blessings aufzunehmen. Im Februar folgten Auftritte in den USA, zusammen mit Merauder, Hoods und Blacklisted. Im Sommer kam Mike Cools als neuer Bassist zur Band. Darauf schlossen sich weitere Auftritte in den USA zusammen mit Full Blown Chaos, Scars of Tomorrow, Winter Solstice und Sworn Enemy an.

## Stil
Die Band spielt melodischen Metalcore, wobei der Gesang zwischen gutturalen und Klargesang wechselt.

## Diskografie
- 2003: EP 01 (EP, Eigenveröffentlichung)
- 2005: Count Your Blessings (Album, Century Media)